# 더 닌자
더 닌자(ザ・ニンジャ)는 근육맨부터 쾌걸 근육맨 2세까지 등장하는 초인. 투니버스판 이름은 앞에 더를 뺀 그냥 닌자. 성우는 히라타 히로아키/손종환.

## 프로필
- 출신 : 일본
- 신장 : 190cm
- 체중 : 115kg
- 초인강도 : 360만 파워

## 소개
전설의 초인 중 한명. 예전엔 악의 초인이었으나 정의의 초인이 되어 곳곳에 퍼져있는 악의 초인을 체포하는데 온 힘을 쏟는다. 악의 초인이자 구제불능 제2호 한조를 체포하러 갔을 때 제자인 코쿠모를 잃었으며, 만타로의 기적의 힘 되찾기 시합 때 한조와 격렬히 싸우다 전사했다. 목숨을 잃은 후에도 만타로에게 용기와 깨달음을 준다.